# Mladen Ivanić
Mladen Ivanić (srp. Младен Иванић; Sanski Most, 16. rujna 1958.), srpski bosanskohercegovački političar i ekonomist, bivši srpski član Predsjedništva Bosne i Hercegovine.

## Životopis
Mladen Ivanić rođen je u obitelji Ljubomira i Zore u Sanskom Mostu. U rodnom gradu završio je Osnovnu školu Narodnog fronta i gimnaziju u kojoj je maturirao 1977. Potom se upisao na Ekonomski fakultet u Banjoj Luci, gdje je diplomirao 1981. Te godine zaposlio se na Radiju Banja Luka. Tri godine poslije magistrirao je na Ekonomskom fakultetu u Beogradu, a 1985. počeo je raditi kao asistent na predmetu politička ekonomija na Ekonomskom fakultetu u Banjoj Luci. Doktorirao je 1988. na Ekonomskom fakultetu u Beogradu. Iste godine pohađao je i postdoktorski studij na Ekonomskom fakultetu Sveučilišta u Manheimu u Zapadnoj Njemačkoj. Nakon toga radio je kao docent na Ekonomskom fakultetu u Banjoj Luci.
Za člana Predsjedništva SR BiH imenovan je 1988., a na toj dužnosti ostao je do 1991. Na Ekonomskom fakultetu u Sarajevu izabran je za izvanrednog profesora 1990., a dvije godine poslije prestao je predavati na sarajevskom Ekonomskom fakultetu te j izabran na istu dužnost na Ekonomskom fakultetu u Istočnom Sarajevu. Ivanić je 1994. osnovao Srpski intelektualni forum, a iste godine je imenovan članom Ekonomskog vijeća Vlade Republike Srpske.
Nakon rata u BiH nastavio je raditi u Ekonomskom vijeću i predavati na ekonomskim fakultetima u Banjoj Luci i Istočnom Sarajevu. Postdoktorski studij na Fakultetu društvenih znanosti Sveučilišta u Glasgowu u Ujedinjenom Kraljevstvu završio je 1998., te se zaposlio kao predsjednik ureda kompanije Deloitte. Iste godine bio je profesor na Fakultetu društvenih znanosti u Glasgowu, te je okončao radni odnos na Ekonomskom fakultetu u Istočnom Sarajevu. Iduće godine postao je član Partije demokratskog progresa (PDP), te je imenovan predsjednikom stranke. Nakon toga, na Ekonomskom fakultetu u Banjoj Luci stekao je 2000. naslov izvanrednog profesora.
Nakon općih izbora održanih 2000., Ivanić je postao predsjednik Vlade Republike Srpske 2001. Dužnost je napustio nakon što je imenovan ministrom vanjskih poslova u Vijeću ministara BiH 2003. Nakon općih izbora 2006., Narodna skupština Republike Srpske izabrala ga je za srpskog izaslanika u Dom naroda PS BiH 2007., gdje je na Konstituirajućoj sjednici 14. ožujka 2007. izabran za srpskog člana Kolegija Doma naroda i zamjenikom predsjedatelja. Ivanić je 26. veljače 2009. dao na dužnost člana Kolegija, a zamijenila ga je Dušanka Majkić. Na općim izborima 2014. izabran je za srpskog člana Predsjedništva BiH.
| Prethodnik:        | Srpski član Predsjedništva Bosne i Hercegovine 2014. – 2018. | Nasljednik:   |
| Nebojša Radmanović | Srpski član Predsjedništva Bosne i Hercegovine 2014. – 2018. | Milorad Dodik |